# سیارک ۲۰۸۵۷
سیارک ۲۰۸۵۷ (به انگلیسی: 20857 Richardromeo، نامگذاری:2000VA30) بیست هزار و هشتصد و پنجاه و هفتمین سیارک کشف شده‌است که در ۱ نوامبر ۲۰۰۰ کشف شد.
قدر مطلق سیارک برابر ۱۷.۰ است.